# Charakterystyka turbiny wodnej
Uzasadnienie: zbędne rozczłonkowanie tematu
Charakterystyka turbiny wodnej – wykres przedstawiający współzależność jej parametrów w różnych stanach ruchu. Istnieje wiele różnych rodzajów charakterystyk zawierających powiązania poszczególnych wielkości. Wykresy takie wykonuje się bezpośrednio przy prowadzeniu badań modelowych, lub też dokonuje się przeliczeń dla uzyskania charakterystyk bardziej ogólnych i wygodniejszych. Podstawowymi charakterystykami zawierającymi wszystkie zasadnicze parametry turbiny lub pozwalającymi na ich względnie proste przeliczenie są:
- Charakterystyka uniwersalna turbiny wodnej
- Charakterystyka eksploatacyjna turbiny wodnej